# Nkundu
Nkundu, även kallade nkundo, bankundu ("ba" indikerar plural), är en etnisk grupp från Centralafrika, i den västra delen av Kongo-Kinshasa. De lever främst i områdena öster och söder om Kongofloden i Kasaïregionen, men också i södra Ekvatorprovinsen (Province of Équateur) och norra Bandundu. De tillhör den stora gruppen mongo (även anamongo) och har av antropologer grupperats med bland annat mbole och bosaka som centrala mongo. Språket mongo-nkundu talas av 400 000 men hela 3,5 miljoner sägs tala någon av alla mongodialekter. Nkundu kan i sin tur delas upp i flera olika undergrupper. Här varierar uppgifter hur dessa grupper relaterar till varandra men några grupper är boangi (besombo), bongale, bongili - bombomba - lifumba (systerfolk), bonkoso, injulo (ilanga mongo, engonjo, wese, ngombe), ionda (yonda), ntomba (bakaala) och ngata (wangata).

## Namn och språk
Namnet "nkundu" betyder "fiende" på mongospråket. Precis som det finns en stor mängd undergrupper av den etniska gruppen nkundu finns det även en stor mängd olika dialekter vars namn överlappar med undergrupperna och geografiska platser. Många nkundu talar även det betydligt större språket lingala.

## Historia
Enligt muntlig tradition blev nkundu fördrivna från norra Kongo. Under flykten delades de upp i flera olika grupper. Eftersom dessa grupper ofta låg i konflikt med varandra blev varje grupp en "nkundu",(fiende) och så småningom antog de alla detta namn. Mongo är namnet på deras gemensamma förfader. De som bor i södra Ekvatorprovinsen identifierar sig som mongo. För dem är deras språk och kultur mer genuint än hos andra mongofolk som de anser har förlorat sin ursprungliga identitet.

## Social och politisk organisation
Deras samhälle är som många mongo, patriarkalt organiserat genom systemet wisé. Den framtida maken betalar en hemgift till brudens familj, vilket gör henne till en ny medlem av hans klan. Om maken dör blir hon den lagliga hustrun till en av den avlidnes bröder, som är skyldig att ta hand om henne resten av hennes liv.
Det politiska systemet är en gerontokrati där ålder är avgörande för att få tillträde till de äldstes råd. Rådet fungerar som ett rådgivande organ till byns ledare, men också som domstol, parlament och folkbokföringskontor.
De lever tillsammans med andra grupper som de har ett beroendeförhållande till för jakt och insamling. Här omnämns undanträngda pygméfolk som twa (även kallade balumbe, batswa, bilangi, bone, jofe), elinga och bombwanja och andra folk med fiske som huvudsaklig försörjning.

## Kultur och trosuppfattningar
Efternamn är ofta namnet på en avliden förfader som förväntas skydda den nyfödde med samma namn (ndoyi). Namnen används också för att betona en ledares prestige, till exempel "Bonkangu 0'wonge bomé oenkonakoyi" som betyder "Det stora trädet (Bonkangu), vackert (o'owonge), mannen av påfågeln och leoparden (symboler för skönhet och styrka)."
Trots att många Nkundu är kristna praktiserar de fortfarande förfädersdyrkan. De tror att avlidna förfäder lever i "lola" (den parallella världen), där de skyddar de levande och kan ingripa för deras skull. De levande kan ge pengar och alkohol till sina förfäder, eftersom dessa varor är sällsynta i paradiset, där "Zacomba", universums Gud, härskar.
Det finns också en mellanvärld för själar som inte har förtjänat att återfödas. Dessa själar övervakas noga av Gud och har varken frihet eller möjlighet till reinkarnation, som är det slutliga målet i deras trosuppfattning.